# Макс Скіандрі
Макс Скіандрі  (англ. Max Sciandri, 15 лютого 1967) — британський велогонщик, олімпійський медаліст.

## Виступи на Олімпіадах
| Олімпіада    | Дисципліна             | Місце |
| ------------ | ---------------------- | ----- |
| Атланта 1996 | особиста шосейна гонка | 3     |
| Сідней 2000  | особиста шосейна гонка | 35    |

## Зовнішні посилання
- Досьє на sport.references.com [Архівовано 30 квітня 2010 у Wayback Machine.]